# José Ángel Córdova Lamadrid

## Biografía
José Ángel Córdova Lamadrid (Mexicali, 26 de octubre de 1966) es un empresario, contador y director de finanzas mexicano. Hijo de Cesar Augusto Córdova Leiva y María del Rosario Lamadrid. Contador público internacional que ejerce actualmente como administrador de finanzas para Grupo Grumesa, forma parte de la mesa directiva de Casino de Mexicali y socio  de la compañía de paneles solares en Mexicali, Lux Salvo. Padre de tres, junto a su esposa Aida Limón Montijo. Sus hijos son una niña y dos hombres. La niña mayor es Marianna Cordova nacida en 1997, el hijo del medio es José Ángel Córdova nacido en 2000 y el hijo menor Diego Córdova, nacido en 2002. 

## Estudios
José Ángel comenzó su educación en Our Lady of Guadalupe Academy en Estados Unidos, en la cual estudió toda la primaria. Después de haber terminado la primaria y a causa de la crisis económica de Estados Unidos, continuó sus estudios en el Instituto Valle de Mexicali, una escuela de padres maristas y de hombres únicamente, en la cual estudió toda la secundaria. La escuela Instituto Valle de Mexicali estaba muy alejada de su hogar en Los Pinos, por lo cual hacía una hora de camino en camión todos los días.
           Al haber terminado la secundaria, realizó sus estudios de preparatoria en CETYS Preparatoria. José Ángel fue un estudiante de excelencia según sus maestros, ya que siempre tenía el promedio más alto de su salón y el primero en terminar los problemas que los profesores dejaban. Durante la preparatoria, estudió el paquete de físico-matemático, ya que tenía en mente estudiar la carrera profesional de Ingeniería Civil. Al haber acabado la preparatoria, como mencionado previamente, tenía planeado estudiar ingeniería civil en Guadalajara. Este sueño se terminó pronto, ya que su padre, no se lo permitió. Esto fue a causa de que su padre tenía su propia oficina de contaduría y quería que su hijo tome parte de ella. No teniendo opción, optó por estudiar Contabilidad. 
           Llevó a cabo sus estudios de profesional en CETYS Universidad. Sus años de estudio ahí fueron un poco confusos para él, ya que no estaba convencido por su totalidad de estudiar contabilidad. Después de 4 años, egresó de CETYS Universidad con el título de Contador Público Internacional en el año 1987. Cuando terminó de estudiar su carrera profesional, sentía que no era suficiente. José Ángel quería seguir aprendiendo, por lo cual decidió estudiar una maestría. Estudió la maestría de MBA (Masters in Business Administration) en Los Ángeles, California. 
           La maestría la llevó a cabo en la universidad Clermont Graduate University, The Peter F. Drucker School of Management. Una escuela de graduados universitarios especializada en la administración. En esta universidad, recibió clases de Peter F. Drucker, conocido como uno de los gurús de la administración moderna. Aun siendo un maestro sumamente estricto y exigente, José Ángel logró salir de sus clases con un promedio perfecto. Las clases eran muy estrictas, ya que tenían que leer un libro por clase.

## Empleos
Al haber terminado su maestría, comenzó a ejercer profesionalmente. Su primer trabajo, fue en el despacho de contadores de su padre, los despachos Deloitte, en el que trabajó como consultor financiero y organizacional. En Deloitte, trabajó durante 12 años. En Deloitte fue en donde conoció a Aida Limón, su futura esposa. Sus servicios en Deloitte terminaron a razón de que no podía ser socio en la misma empresa en la misma empresa que su padre era socio. Por tal motivo, no tuvo otra opción más que renunciar.
           Al haber concluido su trabajo en Deloitte, su siguiente empleo fue en Steelworks, una empresa americana de archiveros metálicos. En esta empresa, ejerció como director de finanzas. En Steelworks, ejerció como director de finanzas y contabilidad. Su trabajo en Steelworks no fue muy duradero, al solo haber trabajado dos años para la empresa. El motivo de haberse cambiado de trabajo fue que fue invitado a trabajar a otra empresa, Grupo Diboga.
           En Grupo Diboga, trabajó como director de administración y finanzas. En esta empresa, trabajó durante tres años solamente, al haber recibido una mejor oferta de la empresa Grupos Periódicos Healy, la cual  se ubica en Hermosillo, Sonora. Este fue su segundo trabajo en solo 5 años.
           En Grupos Periódicos Healy, comenzó trabajando como director de administración y finanzas del grupo, para después ser elevado de puesto a director general del Periódico Imparcial de Sonora. Su estancia en Hermosillo no fue muy extensa, ya que solo trabajó durante 5 años para la empresa. Después de 5 años, fue regresado a Mexicali para seguir trabajando como director general del Periódico La Crónica. En La Crónica, trabajó durante 2 años, dado que recibió una mejor oferta en diferentes parques industriales y constructoras.
           La constructora tiene el nombre de Grumesa y el parque industrial Inmobiliaria la Rumorosa. Su estancia en esas empresas fue corta al igual que previos trabajos, ya que solo duró dos años en esas empresas. Al haber concluido su trabajo en Grumesa y el parque industrial Inmobiliaria la Rumorosa, se convirtió en un socio en un despacho de consultaría fiscal y financiera, JMV Asesores. En JMV, trabajó durante 5 años, por el motivo que su despacho fue fusionado con Ernst & Young, una firma internacional de servicios de auditoría y asesoría fiscal y financiera. En la nueva firma de la cual era socio, Ernst & Young, trabajó por dos años más. 
           Su trabajo en Ernst & Young terminó, ya que fue invitado de regreso a trabajar a la consultora Grumesa. Aceptó la oferta, dado que también fue invitado como socio de la constructora. Actualmente, trabaja como administrador de finanzas de la consultora y parques industriales. Sigue ejerciendo como profesional en la constructora Grumesa, donde lleva dos años y medios trabajando.

## Lux Salvo
En el año 2013, José Ángel y otros dos compañeros suyos, Octavio Garza y Alfredo Ibarra tuvieron la idea de hacer una empresa que beneficie a la sociedad. Decidieron hacerla de una energía renovable que no contamine al medio ambiente, una que pueda ayudar al medio ambiente ya que hay suficientes problemas de el. La empresa creada por ellos tres es Lux Salvo, una empresa dedicada a la venta e instalación de paneles solares. 
           Entre los tres comenzaron la empresa, pero actualmente Alfredo Ibarra se quedó como director general de la empresa, Octavio Garza como director de ventas y José Ángel solo como socio de la empresa, que ayuda a la empresa en lo que se necesite sin recibir bonificación. 
           La empresa a partir del año 2017, empezó a consolidarse, al ser un mercado difícil  de entrar. En los últimos años ha tenido proyectos muy grandes y tienen buen ritmo para seguir con buenas ventas. 